# Obsjtina Kotjerinovo
Obsjtina Kotjerinovo (bulgariska: Община Кочериново) är en kommun i Bulgarien.   Den ligger i regionen Kjustendil, i den västra delen av landet, 70 km söder om huvudstaden Sofia.
Obsjtina Kotjerinovo delas in i:
- Barakovo
- Mursalevo
- Porominovo
- Stob

Följande samhällen finns i Obsjtina Kotjerinovo:
- Kotjerinovo
- Borovets
- Porominovo

Trakten runt Obsjtina Kotjerinovo består i huvudsak av gräsmarker. Runt Obsjtina Kotjerinovo är det ganska tätbefolkat, med 67 invånare per kvadratkilometer.